# Bad Tabarz
Bad Tabarz (bis 9. März 2017 Tabarz/Thür. Wald) ist eine Gemeinde im Landkreis Gotha in Thüringen. Der einstige Erholungsort (später Luftkurort) war von 2001 bis 2016 staatlich anerkannter Kneipp-Kurort. Seit 2016 ist Tabarz/Thür. Wald staatlich anerkanntes Kneipp-Heilbad. 

## Geografie
Bad Tabarz liegt im nordwestlichen Thüringer Wald in etwa 4,2 Kilometern Entfernung zum Großen Inselsberg (916,5 m ü. NHN). Aus mehreren Quellen im Waldgebiet zwischen den Forstorten Kleiner Inselsberg und Tanzbuche bildet sich das Flüsschen Laucha. Der Lauchagrund mit seinen Wäldern, Höhlen und steil aufragenden Felspartien ist ein beliebtes Wandergebiet am Südrand der Gemeinde. Die Laucha fließt in der Ortslage Bad Tabarz in einem auf weite Strecken durch Mauern gesichertes Bachbett nach Norden zu, der Hörsel entgegen und nimmt den aus dem Cabarzer Mühlengrund kommenden Mühlbach in Ortsmitte Bad Tabarz als linken Zufluss auf.
Im Süden der Ortslage erheben sich der Datenberg (641,3 m ü. NHN) und der Zimmerberg (629,7 m ü. NHN), zwischen denen die Laucha fließt, im Osten die Finstere Tanne (519,9 m ü. NHN) und im Norden der Töpfersberg (415 m ü. NHN).

## Geschichte
Bodenfunde im Umfeld der Burg Torstein bestätigen, dass bereits in frühgeschichtlicher Zeit in den Wäldern nördlich des Großen Inselsberges Menschen siedelten. Im Hochmittelalter wurden mindestens drei Burganlagen bei Tabarz angelegt, die Burg Torstein erhebt sich auf einem kleinen Felssporn des Kleinen Wagenbergs, etwa 80 m über dem Lauchagrund. Sie liegt etwa 3 km südwestlich von Tabarz. Unmittelbar an der Burg Torstein führt eine zur Grenzwiese – Kleiner Inselsberg aufsteigende mittelalterliche Handelsstraße, die heutige L 1024, vorbei. An dieser Straße befanden sich weiterhin die nur etwa 1 km entfernten Burgen Stolzenburg und Leuchtenburg. Der mühsame und oft gefahrvolle Weg über diese Handelsstraße war ein Anlass und eine Grundlage für die an einer Furtstelle sich herausbildenden Kleinsiedlungen Tabarz (Tannenfurte) und Cabarz.
Cabarz wurde erstmals 1397 erwähnt und gelangte 1400 in den Besitz des Klosters Reinhardsbrunn. Die Mehrzahl der Bewohner waren als Waldbauern tätig und rodeten die siedlungsnahen Waldflächen für die Anlage von Äckern und Weiden. Ackerbau erfolgte an Berghängen zum Teil auf angelegten Terrassen, die heute noch am Nonnenberg und am Tabarzer Berg unterhalb der Deysingslust zu sehen sind. Auch der Bergbau und das Köhler-Handwerk waren vertreten.

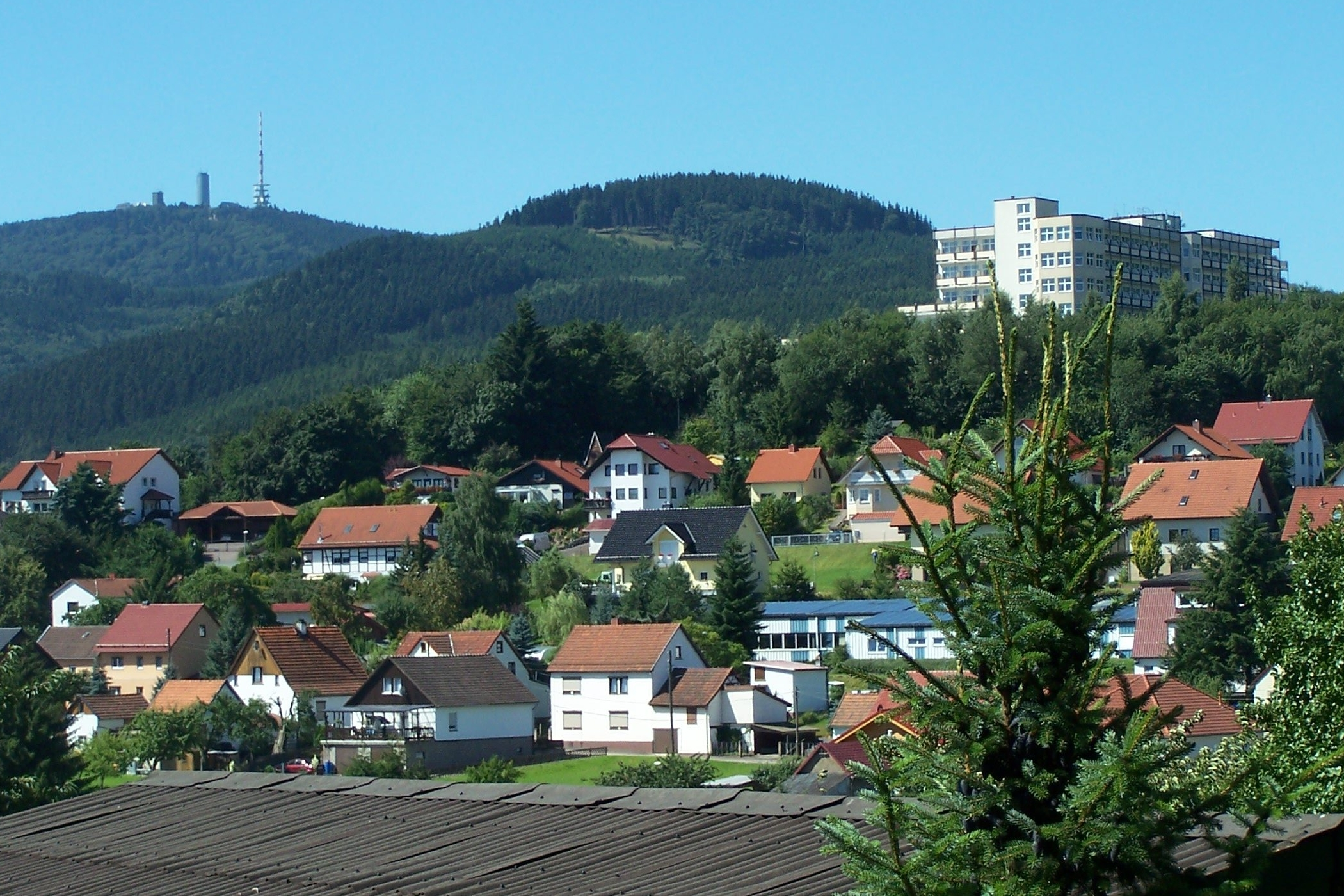
Das Kurheim am Wachkopf am Westrand von Cabarz

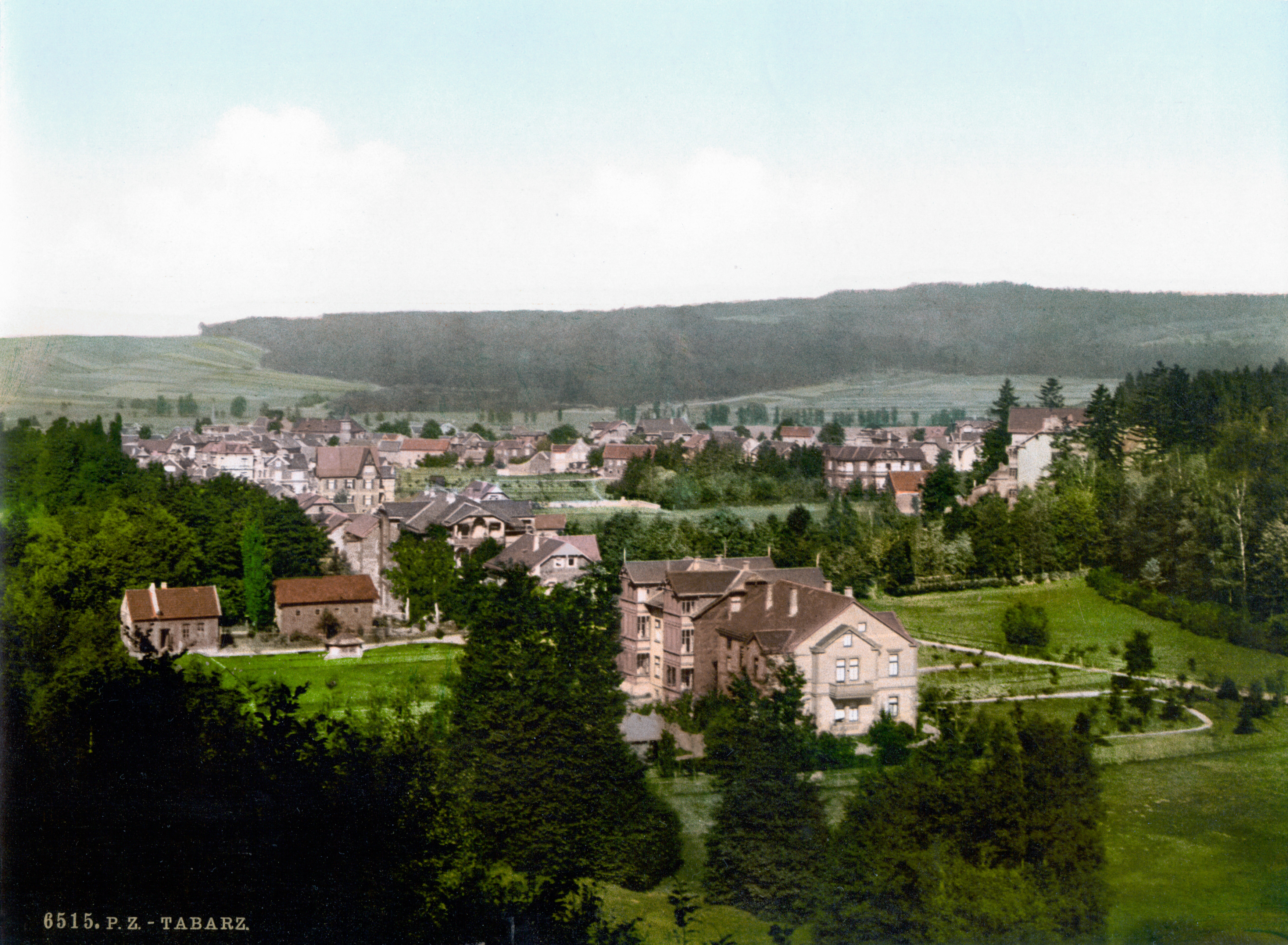
Tabarz um 1900

Nach der Auflösung des Klosters Reinhardsbrunn im Jahre 1525 gehörten Tabarz und Cabarz zum landesherrschaftlichen Amt Reinhardsbrunn, das ab 1640 zum Herzogtum Sachsen-Gotha, ab 1672 zum Herzogtum Sachsen-Gotha-Altenburg und ab 1826 zum Herzogtum Sachsen-Coburg und Gotha gehörte. Um die Untermühle und ein dort entstandenes herzogliches Jagdhaus, das bereits 1562 die Braugerechtigkeit erhalten hatte, entwickelte sich der 1614 erstmals erwähnte Ortsteil Klein Tabarz. Ein Großbrand in Cabarz vernichtete den Baubestand des Ortes bis auf zehn Häuser. Weitere große Brände ereigneten sich in Groß Tabarz 1682 und 1821, in Cabarz 1839.
Von Anbeginn waren die Orte durch Forst- und Viehwirtschaft, außerdem durch Kupfer- und Silberbergbau geprägt. Nach 1730 ging der Bergbau merklich zurück, an seine Stelle traten Produktion und Handel von Drillich, Korbwaren und Saatgut. Die einst ebenfalls vorhandenen Erwerbszweige der Leinenweberei und des Fuhrwesens kamen mit der Industrialisierung zum Erliegen. Viele Einwohner fanden danach durch Heimarbeit nur noch ein bescheidenes Auskommen, bevor der beginnende Urlauberverkehr ab 1875 und die Ansiedlung eigener Industrie nach 1900 zu einem Aufschwung der Orte führte. Bekannte Urlauber waren u. a. Theodor Fontane, Struwwelpeter-Verfasser Heinrich Hoffmann, der Wagner-Opernsänger Max Alvary und der Berliner Großunternehmer Carl Spindler, Mitbegründer des Tabarzer Kirchenbauvereins von 1892.
Im Ortsteil Cabarz trifft man nahe der Kirche auf das Hauptgebäude einer Kürschnerei. Diese hatte sich auf die Silberfuchszucht und Verarbeitung von Silberfuchsfellen spezialisiert und besaß am Ortsrand noch ein Tiergehege für die Käfighaltung.
1854 wurde bei Tabarz ein 150 Gramm schwerer Eisenmeteorit des Typs Oktaedrite (IIICD) gefunden.
Cabarz hatte lange Zeit die größte Bedeutung unter den Orten, da dort die erste Schule und Kirche standen. Alle Einwohner des Tales waren hier eingepfarrt und eingeschult. Die Herausbildung der heutigen Gemeinde Tabarz geschah in drei Schritten. Bereits 1866 ging die nach dem angrenzenden Nonnenberg genannte Siedlung Nonnenberg in der Gemeinde Cabarz auf. Der Zusammenschluss von Kleintabarz und Großtabarz zur Gemeinde Tabarz wurde 1925 vollzogen.
Am 1. November 1936 zerschellte eine Ju 52 („Heinrich Kroll“) der Deutschen Lufthansa (Kennzeichen: D-APOO) auf dem Flug von Frankfurt am Main nach Erfurt am Aschenbergstein bei Tabarz und fing Feuer. Alle 10 Insassen kamen ums Leben.
Im Jahr 1946 wurden Cabarz und Tabarz zum heutigen Tabarz vereinigt. Mit weiteren vier Gemeinden bildeten die Gemeinde von 1975 bis 1990 den Gemeindeverband Tabarz.
Während des Zweiten Weltkriegs mussten seit 1941 mehr als 100 Kriegsgefangene und Zwangsarbeiter im Adloffwerk, bei der Firma Richard Engel und im Herzoglichen Forstamt Zwangsarbeit verrichten.
Aufgrund des Heilbadprädikates wurde Tabarz mit Wirkung zum 9. März 2017 der Namensbestandteil „Bad“ zuerkannt.

## Politik

### Gemeinderat
Dem Gemeinderat von Bad Tabarz gehören 16 ehrenamtliche Bürgerinnen und Bürger an, die alle fünf Jahre neu zu wählen sind. Bei der Gemeinderatswahl am 26. Mai 2024 wurden 14 Männer und zwei Frauen gewählt, die alle der Freien Wählergemeinschaft angehören. Die Wahlbeteiligung lag bei 57,2 %.

### Bürgermeister
David Ortmann ist Bürgermeister von Bad Tabarz. Er wurde am 30. November 2014 bei einer Wahlbeteiligung von 65,7 % mit 75,0 % der gültigen Stimmen gewählt. Zwei Mitbewerber erhielten 16,4 und 8,6 Stimmenprozente. Bei der folgenden Wahl am 6. September 2020 erhielt Ortmann ohne Mitbewerber 98,2 % der gültigen Stimmen; die Wahlbeteiligung betrug 41,1 %.

### Wappen
Blasonierung: „In Silber ein erhöhter Dreiberg, belegt mit einem silber bordierten grünen Herz, daraus wachsend eine silberne Tanne; auf dem Dreiberg seitlich je eine wachsende grüne Tanne, in der Mitte ein roter Sendemast mit Antenne und vier Querstäben.“
Das Wappen wurde 2008 vom Kommunalheraldiker Jörg Mantzsch aus Magdeburg gestaltet. Aus dem im Gewohnheitsrecht geführten Wappenbild wurden die Symbole Berg, Tannen, Herz und Turm zur Führung im neuen Wappen gewählt und in heraldischer Weise nach den Gepflogenheiten der Wappenkunst zueinander angeordnet und tingiert.
Die Beziehungen der genannten Symbole zur Realität sind wie folgt:
- Berg (Dreiberg) = Inselsberg
- Tannen = Tannfurt, der ursprüngliche Ortsname von Tabarz bedeutete Furtstelle im Tannenwald
- Das Herz im Grün = Thüringen, das „grüne Herz“ Deutschlands
- Antenne/Sendeturm = der Sender Inselsberg, Wahrzeichen der Region

Diese genannten Symbole werden in einem ungeteilten Wappen geführt und wurden 2008 vom Tabarzer Gemeinderat beschlossen.
Die Tinkturen der Symbole und des Schildes sind Grün-Silber. Grün bildet dabei den Bezug zur naturellen Umgebung von Tabarz, das im waldreichen Thüringen liegt. Silber (Weiß) stellt als Metall die nach der tingistischen Grundregel notwendige Kontratinktur dar.

### Partnerschaften
Gladenbach (Hessen) und Vrigne aux Bois (Frankreich) sind Partnergemeinden von Bad Tabarz. Mit Kecel (Ungarn) ist die Gemeinde freundschaftlich eng verbunden.

## Bauwerke und Sehenswürdigkeiten

### Tabarzer Kirche
Die Tabarzer Kirche St. Peter und Paul (Lage→) wurde 1912 bis 1914 errichtet und zeigt einen barockisierenden Stil. Zu gleicher Zeit lieferte P. Furtwängler & Hammer aus Hannover die Orgel. Die reichhaltige Innenausstattung wurde mit finanzieller Unterstützung von Carl Spindler eingebracht. Nach der Kirchweihe am 17. Mai 1914 wurde nach einer Spende das Altargemälde angebracht, das die Kopie eines niederländischen Meisters ist. Die Kirche trägt ein rotes ziegelgedecktes Walmdach, ebenso der etwas niedrigere, halbrunde, oktogonale Chorraum, in dem der Altar steht. Der quadratische Turm wird durch eine schiefergedeckte Schweifkuppel mit aufgesetzter, ebenfalls schweifkuppelgedeckter Laterne mit einem Mast mit Turmkugel und Wetterfahne abgedeckt.
Eine weitere Kirche befindet sich im Ortsteil Cabarz.

### „Struwwelpeter-Park Bad Tabarz“
Von 1884 bis 1894 verlebte Heinrich Hoffmann seine Sommerfrische in Tabarz. Aus diesem Anlass wurde in Tabarz 1994 ein „Struwwelpeter-Park“ errichtet, in dem geschnitzte Hoffmannsche Figuren und Szenen aufgestellt worden sind. Bei jeder bemalten Figur ist die entsprechende Geschichte zu lesen. Auch ein Gedenkstein und ein Straßenname in Bad Tabarz erinnern an den Kinderbuchautor. (Standort)

### Weitere Bauwerke und Sehenswürdigkeiten
Bad Tabarz ist seit dem Jahre 1875 ein beliebter Kur- und Touristenort und hat Sehenswürdigkeiten und Naturschönheiten (darunter das Backofenloch und der Aschenbergstein) vorzuweisen.
- Die Dorflinde in Bad Tabarz ist noch als Tanzlinde zu erkennen (Standort).
- Das Heimatmuseum findet man in der historischen Ortslage von Cabarz dicht bei der Kirche (um 1670 erbaut) in der ehemaligen Dorfschule. 1899 wurde das Gebäude um 4,25 m verrückt (Grund: Straßenverbreiterung).[10]
- Mehrere Parks, darunter der Theodor-Neubauer-Park mit der Grabstätte von Theodor Neubauer, der Struwwelpeter Park im Lauchagrund sowie der Steinpark: an einer Mauer wurde aus 22 verschiedenen Gesteinsarten der Aufbau des Thüringer Gebirges darstellt.
- Der Kurpark Winkelhof ist im Cabarzer Ortsteil am südlichen Ortsrand angelegt, mit einer Bühne für Konzert- und Theaterveranstaltungen.
- In den Lauchagrund im Süden der Ortslage führt ein mit etwa 40 gründerzeitlichen Villen bebauter Promenadeweg. Südwärts führt eine parkartig gestaltete Anlage zum Kneipp- und Kräutergarten und dem Tennisplatz. Nach Motiven des Struwwelpeters gefertigte großformatige Holzplastiken säumen die Wege in den Lauchagrund.
- Mineralien-Schausammlung: Im Ortszentrum von Bad Tabarz befindet sich in der ehemaligen Post eine der größten privaten Sammlungen dieser Art in Thüringen.
- Ein Rhododendrongarten und die Ski-Schanzenanlage liegen westlich, am Waldrand des Datenbergs
- Das Kur- und Familienbad TABBS ist eine Freizeit- und Erholungsstätte in Bad Tabarz und gilt als Spaßbad.
- Im Jahre 2015 wurde auf dem Großen Inselsberg ein 21 m hoher Aussichtsturm mit Rundumblick eröffnet.
- Im Ortsbild von Bad Tabarz sind 10 übergroße Pfarrer-Kneipp-Figuren verteilt, die der Künstler Uwe Lüdecke aus Bad Tabarz geschaffen hat – am Kur- und Familienbades TABBS, an der Bibliothek, am Kneipp-Kindergarten, den Kneipp-Einrichtungen, an der Touristinfo oder dem „Kurpark Winkelhof“.

## Wirtschaft und Verkehr

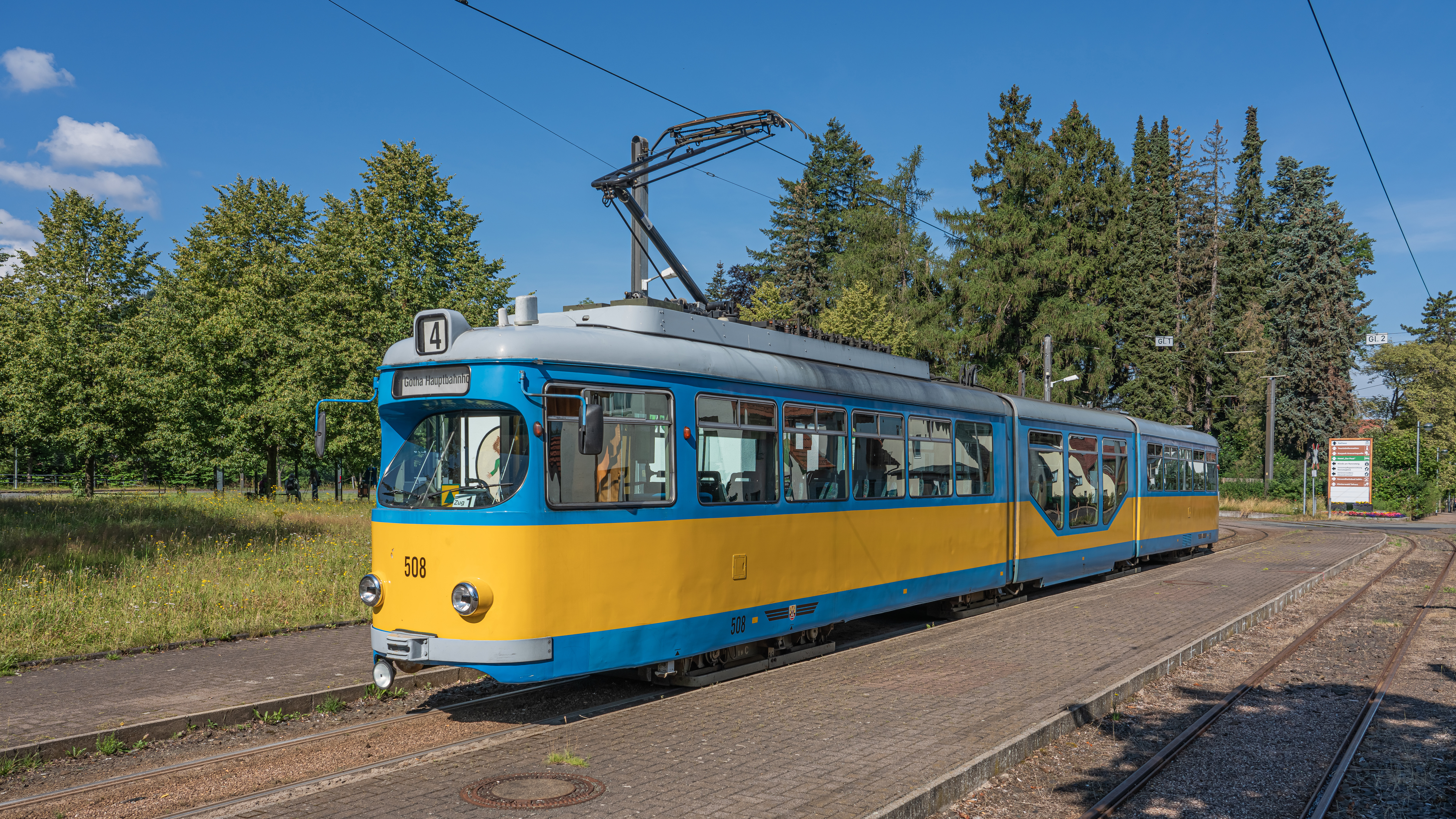
Eine Straßenbahn an der Endstation Tabarz der Thüringerwaldbahn

Die Wirtschaft von Bad Tabarz ist fast ausschließlich auf das Gesundheitswesen, den Gesundheitstourismus und den Tourismus ausgerichtet. In diesen Bereichen hat sich die Gemeinde in den vergangenen Jahren kontinuierlich weiterentwickelt. Von 2001 bis war der einstige Erholungsort (später Luftkurort) staatlich anerkannter Kneipp-Kurort. Seit 2016 ist die Gemeinde staatlich anerkanntes Kneipp-Heilbad. Am 9. März 2017 wurde der Ort in Bad Tabarz umbenannt. 
Bad Tabarz ist Standort von zwei Kliniken: Die Inselsbergklinik, eine onkologische Rehabilitationsklinik mit 248 Betten, und die Klinik am Rennsteig, eine Reha-Klinik mit Schwerpunkt Orthopädie und Neurologie. Daneben gibt es einige kleinere Gewerbebetriebe.
Der Ort liegt an der Bundesstraße 88 sowie an der über den Rennsteig nach Brotterode führenden Landesstraße 1024. Die Anschlussstelle Waltershausen der Bundesautobahn 4 befindet sich etwa 6 km nordöstlich. Bad Tabarz ist Endstation der von Gotha kommenden Thüringerwaldbahn. Vom Busbahnhof Bad Tabarz kann man in die Nachbarstädte und Orte Brotterode, Bad Liebenstein, Ruhla, Bad Salzungen, Oberhof und Eisenach sowie auf den Rennsteig mit dem Großen Inselsberg gelangen. Bad Tabarz liegt an der Deutschen Spielzeugstraße.
Das ausgebaute Radwegenetz führt in nördlicher Richtung entlang der Laucha nach Waltershausen und Gotha, im Osten nach Friedrichroda und Reinhardsbrunn und in westlicher Richtung nach Winterstein, Seebach und zum Großen Hörselberg.

## Auszeichnungen
2024 wurde die Gemeinde mit dem "Goldenen Teller" für die beste Schulessenversorgung in ganz Deutschland geehrt. 2022 erhielt Bad Tabarz den Thüringer Bibliotheksförderpreis sowie den Jugendförderpreis des Landkreises Gotha. Auch der Bad Tabarzer Wanderweg "Gipfel und Aussichtstour" wurde 2022 als Deutschlands schönster Wanderweg ausgezeichnet.

## Persönlichkeiten

### Orgelbauer Knauf
Bemerkenswert ist die Geschichte der Familie Knauf aus Großtabarz. Johann Valentin Knauf, der Sohn eines Dielenschneiders (Schreiner), hatte auswärtig die handwerkliche Befähigung zum Orgelbau erworben und besaß seit 1789 ein Orgelbau-Privileg. Da in dieser Zeit nach dem Siebenjährigen Krieg eine Vielzahl von Kirchen im Herzogtum Sachsen-Coburg und Gotha neu erbaut oder repariert werden musste, war die Familie Knauf mit Aufträgen wohl versorgt. In vier Generationen fertigten oder reparierten die Knaufs in Großtabarz und später auch in Zweigbetrieben in Bleicherode und Gotha Orgeln für über 100 Gotteshäuser.

### Weitere Persönlichkeiten
- Heinrich Hoffmann (1809–1894), Psychiater und Schriftsteller (Struwwelpeter), verbrachte 1884–1894 seine Sommerfrische in Tabarz.
- Theodor Lohmann (1831–1905), deutscher Verwaltungsjurist und Sozialreformer, starb in Tabarz.
- Diederich Volkmann (1838–1903), Altphilologe, 20 Jahre Rektor der Fürstenschule Schulpforta, starb in Tabarz.
- Carl Spindler (1841–1902), Berliner Unternehmer, war mit der Gründung eines Fremdenkomitees maßgeblich an der Entwicklung des Fremdenverkehrs in Tabarz beteiligt.
- Karl Korn (1865–1942), Redakteur und Publizist, starb in Tabarz.
- Julius Robert Hannig (1866–1931), Bildhauer, starb in Tabarz.
- Theodor Neubauer (1890–1945), Landtags- und Reichstagsabgeordneter der KPD, baute von Tabarz ein kommunistisches Widerstandsnetz gegen das NS-Regime auf und wurde 1945 hingerichtet.
- Alfons Anders (1928–1998), Künstler und Philosoph, lebte und arbeitete von 1956 bis 1988 in Tabarz.
- Karl-Heinz Wedow (1935–2017), Mitbegründer der Fussballzeitreise, eines Vereins, der sich auf Fußball-Erinnerungen spezialisiert hat, starb in Cabarz.
- Herbert Frauenberger (* 1952), Fernsehkoch und Buchautor